# 新潟県道242号七軒町見附線
新潟県道242号七軒町見附線（にいがたけんどう242ごう しちけんまちみつけせん）は、新潟県長岡市から同県見附市に至る一般県道である。

## 概要

### 路線データ
- 起点：新潟県長岡市七軒町字八町（新潟県道126号長岡見附線交点）
- 終点：新潟県見附市新町1丁目（新潟県道20号見附中之島線交点）

## 通過する自治体
- 新潟県
  - 長岡市 - 見附市

## 接続する道路
- 新潟県道126号長岡見附線（起点：長岡市七軒町字八町）
- 新潟県道109号押切停車場線（長岡市押切新田で立体交差、長岡市道を介して接続）
- 新潟県道20号見附中之島線（終点：見附市新町1丁目）

## 周辺
- JR信越本線 押切駅
- 見附市立病院
- 新潟県警察 見附警察署
- 見附市消防本部 見附市消防署
- 見附市役所
- 長岡市立新組小学校
- 見附市立西中学校
- 第四北越銀行
  - 見附中央支店
  - 見附支店
- 三条信用金庫 見附支店
- 長岡信用金庫 見附支店
- JAにいがた南蒲
  - 上通支店
  - 見附西支店
  - 見附東支店
- 押切駅前郵便局
- 見附郵便局
- 見附南本町郵便局
- ドリームキャスト（鋳造業）
- スーパーマルイ 見附店
- 見附ショッピングセンター
  - ウオロク 見附店
  - ノジマ 見附店
  - ファミリードラッグ 見附店
- サンキ 見附店
- 見附ファッションモール
  - ファッションセンターしまむら 見附店
  - カジュアル&シューズ アベイル 見附店
- マーケットシティ見附
  - 原信 見附店
  - ドラッグトップス 見附新町店
- クスリのコダマ 見附昭和町店
- 刈谷田川
- 猿橋川